# Toán tử
Trong toán học, một toán tử (tiếng Anh operator, phân biệt với operation - phép toán) là một hàm, thông thường có một vai trò quan trọng trong một lĩnh vực nào đấy. Chẳng hạn trong đại số tuyến tính có "toán tử tuyến tính" (linear operator). Trong giải tích có "toán tử vi phân" (differential operator)... Thông thường, một "toán tử" là một hàm tác động lên các hàm khác; hoặc nó có thể là tổng quát hóa của một hàm, như trong đại số tuyến tính.
Tên toán tử hoặc ký hiệu toán tử là một cách ghi chép hình thức của toán tử ấy. Khi không thể bị lầm lẫn, tên toán tử hoặc ký hiệu toán tử có thể phản ánh thông tin ngắn gọn về toán tử ấy. Tuy nhiên, lưu ý rằng, toán tử là một đối tượng toán học không phụ thuộc vào cách ghi chép nó. Nguyên nhân để một số toán tử gắn liền với ký hiệu của nó là chúng đã gần như các ký hiệu tiêu chuẩn.
Một ví dụ về toán tử là toán tử vi phân. Toán tử tương ứng có ký hiệu là d, khi đặt trước hàm khả vi f, biểu thị rằng hàm này khả vi theo biến đứng sau d.
Một toán tử có thể tác động lên một số toán hạng (operand, input) nhưng thông thường chỉ tác động lên một toán hạng.
Một toán tử cũng có thể gọi là một phép toán (operation), nhưng theo một quan điểm khác. Chẳng hạn ta thường nói "phép toán cộng" (nhưng ít nói "toán tử cộng") khi ta quan tâm đến các hạng tử và kết quả của chúng. Ta nói "toán tử cộng" khi quan tâm đến quá trình cộng hoặc trong một bối cảnh trừu tượng hơn, ta muốn nói về hàm {\displaystyle +:S\times S\to S}.
Toán tử nếu là hàm một biến được gọi là toán tử một ngôi (unary operator), là hàm hai biến được gọi là toán tử hai ngôi (binary operator), hàm 3 biến là toán tử 3 ngôi(Ternary operator ), hàm nhiều biến hơn được gọi là toán tử đa ngôi (n-ary operator).